# Solórzano
Solórzano is een gemeente in de Spaanse provincie en regio Cantabrië met een oppervlakte van 25,50 km². Solórzano telt 1.012 inwoners (1 januari 2016).

## Demografische ontwikkeling
Bron: INE, 1857-2011: volkstellingen